# Leprecaunismo
La sindrome di Donohue o leprecaunismo (o leprechaunismo) è una malattia rara, verosimilmente ereditaria a trasmissione autosomica recessiva.

## Descrizione
Descritta per la prima volta da Donohue e Uchida nel 1954, è un insieme eccezionale di malformazioni caratterizzate da un aspetto di leprechaun (folletto del folclore irlandese), che si evidenzia con un nanismo con note da vecchietto e irsutismo e con una faccia da gnomo (occhi sporgenti e distanziati, grosse labbra, naso a patata, massiccio facciale atrofizzato, orecchie lunghe ed a impianto basso); i neonati colpiti da questa affezione hanno anche mani e piedi grandi. Vi si aggiunge uno stato di denutrizione con turbe della deglutizione, ipertrofia delle ghiandole mammarie e dei genitali. Il soggetto, inoltre, presenta ipercheratosi per l'aumento dello strato corneo dell'epidermide con conseguente iperpigmentazione di alcune aree ed iperandrogenismo (anche nelle femmine).

## Diagnostica
Tutti gli esami biologici ed il cariotipo sono normali.

## Eziologia
Questa sindrome è associata a mutazioni a carico dei geni che codificano per i recettori insulinici. Si ha un'eccessiva stimolazione da parte dell'insulina del recettore per IGF-1 (a bassa affinità per l'insulina) con tutte le alterazioni prima descritte. Pertanto questi soggetti, oltre ad una crescita cellulare alterata, sviluppano un diabete mellito secondario.

## Prognosi
La morte avviene in qualche settimana o mese.